# Christlichdemokratische Volkspartei (Republik Moldau)
Die Christlichdemokratische Volkspartei (rumänisch Partidul Popular Creștin Democrat, PPCD) ist eine konservative moldauische politische Partei.

## Geschichte
Die PPCD entstand aus der moldauischen Bürgerbewegung in der Sowjetunion, die sich ab 1988, unter dem Eindruck der Politik Gorbatschows (Glasnost und Perestroika), für Reformen in der Moldauischen SSR und die Belange der ethnisch rumänischen Bevölkerungsgruppe einsetzte. Später trat sie auch für eine Vereinigung von Moldau mit Rumänien ein.
In den ersten Monaten nannte sich die Organisation Mișcarea Democratică din Moldova (Demokratische Bewegung Moldaus), ab 1989 Frontul Popular din Moldova (Volksfront Moldaus), ab 1992 Frontul Popular Creștin Democrat (Christlich-Demokratische Volksfront). 1999 schließlich erfolgte die Umbenennung in Partidul Popular Creștin Democrat. Von 2005 bis 2013 hatte die PPCD Beobachterstatus bei der Europäischen Volkspartei. Sie war Mitglied der Europäischen Christlichen Politischen Bewegung.
Nach den Parlamentswahlen 2005 verhalf sie Staatspräsident Vladimir Voronin von der kommunistischen Partei, dem im Parlament die notwendige Stimmenzahl fehlte, zur Wiederwahl im Amt des Staatsoberhauptes. Die PPCD galt fortan als inoffizieller Koalitionspartner der Kommunisten. In der Folge verlor sie zahlreiche Mitglieder und auch Mandatsträger an andere Oppositionsparteien. Bei den Parlamentswahlen im April 2009 verfehlte sie die 6-%-Hürde und ist seither nicht mehr im Parlament vertreten.
Vorsitzender der PPCD war 1994–2011 der Journalist Iurie Roșca, seitdem der Jurist Victor Ciobanu.

## Wahlergebnisse
| Parlamentswahl | Name der Liste                                                        | Stimmen | Sitze |
| -------------- | --------------------------------------------------------------------- | ------- | ----- |
| 1994           | Blocul electoral „Alianța Frontului Popular Creștin Democrat“ (AFPCD) | 7,53 %  | 9     |
| 1998           | Blocul electoral „Convenția Democrată din Moldova“ (CDM)              | 19,42 % | 26    |
| 2001           | Partidul Popular Creștin Democrat (PPCD)                              | 8,24 %  | 11    |
| 2005           | Partidul Popular Creștin Democrat (PPCD)                              | 9,07 %  | 11    |
| April 2009     | Partidul Popular Creștin Democrat (PPCD)                              | 3,03 %  | 0     |
| Juli 2009      | Partidul Popular Creștin Democrat (PPCD)                              | 1,9 %   | 0     |
| 2010           | Partidul Popular Creștin Democrat (PPCD)                              | 0,5 %   | 0     |
| 2014           | Partidul Popular Creștin Democrat (PPCD)                              | 0,7 %   | 0     |

Nach 2014 trat die <Partei nicht mehr zu Wahlen an.